# 阿德南·迪兹达尔
阿德南·迪兹达尔（羅馬化：Adnan Dizdar，1949年3月4日—），南斯拉夫男子手球运动员。他曾代表南斯拉夫国家队参加1980年夏季奥林匹克运动会手球比赛，获得第6名。